# James Jones (jucător de baschet)
James Andrew Jones (n. 4 octombrie 1980) este un jucător profesionist american de baschet care evoluează pentru echipa Cleveland Cavaliers din National Basketball Association(NBA). În prezent este, de asemenea, secretar-trezorier la National Basketball Players Association.

### Cleveland Cavaliers (2014–prezent)
La data de 5 august 2014, Jones a semnat cu Cleveland Cavaliers. Cleveland a câștigat campionatul Conferinței de Est și a avansat în finala NBA, confruntându-se cu Golden State Warriors. Cleveland Cavaliers a pierdut seria în șase meciuri.
La data de 25 iulie 2015, Jones a semnat din nou cu cei de la Cleveland Cavaliers. În 27 mai 2016, după ce echipa Cavaliers a eliminat-o pe Toronto Raptors în finala Conferinței de Est, Jones s-a alăturat lui LeBron James, Bill Russell, Bob Cousy, K. C. Jones, Sam Jones, Tom Heinsohn, Satch Sanders, și Frank Ramsey ca unicii jucători din istoria NBA-ului, care reușesc să ajungă în finala NBA șase ani consecutivi.